# Oružane snage Švedske
Oružane snage Švedske (švedski: Försvarsmakten) su švedske vojne postrojbe.
Agencija švedske Vlade odgovorna je za održavanje i rad u Oružanim snagama Švedske. Primarna zadaća švedskih Oružanih snaga je trenirati, organizirati i rasporediti vojne snage u zemlji i inozemstvu te održavanje dugoročne sposobnosti obrane države u slučaju rata. Oružane snage sastoje se od tri grane: kopnene vojske, ratnog zrakoplovstva i ratne mornarice. Od 1994., te tri grane organizirane su u jednu jedinstvenu državnu agenciju. Međutim, svaka od tih grana vojske ima svoje zasebne identitete kroz korištenje različitih uniformi, preko različitih činova i drugih pojedinih tradicija.
Vrhovni zapovjednik je general s četiri zvjezdice ili šef Agencije švedskih Oružanih snaga, te je najviši profesionalni časnik na aktivnoj dužnosti. Vrhovni zapovjednik daje izvješća obično preko ministra obrane, izravno Vladi Švedske. Kralj Švedske je do 1974. godine bio de jure vrhovni zapovjednik Oružanih snaga Švedske, ali od tada ima samo ceremonijalnu ulogu u Oružanim snagama kao šef države.
Švedska je njegovala nacionalnu politiku neutralnosti. Do kraja hladnog rata, gotovo su svi muškarci služili vojni rok. U ljeto 2010., vojna obaveza je ukinuta, kako bi se zamijenila dobrovoljnim pripadnicima vojske.  
Jedinice švedskih Oružanih snaga trenutno su u Afganistanu (kao dio ISAF-a) i na Kosovu. Također, Švedska doprinosi vojnim promatračima u različitim zemljama.